# Кан, Жиль
Жиль Кан (фр. Gilles Kahn) — французский ученый в области информатики. Был научным директором и президентом Государственного института исследований в информатике и автоматике (INRIA).
Был действительным членом Французской академии наук и научным директором INRIA с 1993 года до мая 2004 года, в 2004 году занял пост президента, будучи специалистом в средах программирования и средах компьютерной проверки. Жиль Кан, после обучения в Политехнической школе (X1964), несколько лет провёл за границей. Занимался исследованиями в Стэнфордском университете (1968—1971), Эдинбургском университете (1975—1976), Кембриджском университете (1995) совместно с известными учёными. Тем не менее, он так и не закончит получил докторскую степень в области информатики на семантики языков программирования.
Нанятый CEA и CISI при проведении их научной деятельности в Рокканкуре, он присоединился к INRIA (тогда IRIA) в 1977 году в качестве руководителя проекта, посвященного развитию сред программирования (Mentor, Centaur). Именно в тот год он приобрел мировую известность благодаря публикации статьи о концепции параллельных вычислений, которая носит его имя: «Сеть процессов Кана».
В 1983 году он участвовал в создании научно-исследовательского подразделения INRIA София-Антиполис, где одновременно продолжал вести научно-исследовательскую работу и выполнять роль руководителя. В 1993 году Жиль Кан примкнул к генеральному руководству института и стал его научным руководителем. С мая 2004 года занял пост исполнительного директора INRIA.
Жиль Кан был членом многих научных компаний и научно-исследовательских организаций во Франции (ONERA, BRGM, CNES, EDF, ILOG и т. д.) и за рубежом. Он был членом Совета директоров CNRS и Генерального совета информационных технологий. Участвовал во многих оценках международных научных организаций и в жюри международных научных премий.

## Основные направления научных исследований
Жиль Кан был одним из первых во Франции исследователей в области информатики. Кроме сети процессов Кана, он был предшественником исследований в следующих областях:
- в денотационной семантике;
- в семантике языков программирования;
- в программной инженерии он ввёл системы Mentor и Centaur, которые являются первопроходцами современных интегрированных сред разработки;
- в Proof assistant он предложил интерфейс на естественных языках.

## Составитель ряда дальновидных прогнозов
Привлеченный по поручению для представления национальных интересов, был членом комиссии по расследованию случая аварии ракеты-носителя Ариан 5 (4 июня 1996) совместно с Дидье Ломбаром (1997), а в 2000 году выступал в качестве соавтора доклада Президенту Республики "О всеобщем доступе к знаниям".
Издание Le Monde за 12 февраля 2006 (статья) года отметило, что основные "темы основных исследований Жиля Кана, проводившихся с  начала 1970 годов - когда компьютерные науки находились на стадии зарождения - по прежнему очень актуальны. Его работы по асинхронным распределенным вычислениям, семантике языков программирования и разработке сред программирования сегодня вдохновляют много исследований как в промышленной так и в академической сфере.[...] Знание семантики языков программирования позволило ему сыграть решающую роль в расследовании аварии на первом запуске ракеты-носителя Ариан-5 в июне 1996 года. В частности, именно ему удалось идентифицировать ошибки преобразования программного обеспечения, произошедшие в процессе запуска европейской ракеты-носителя."
Жиль Кан был первым ученым в области информатики, который был избран членом Французской академии наук. Его бывший коллега и друг Бернард Ланг, которого цитирует Le Monde, говорил, что "Жиль Кан был больше, чем президентом института. Он был его душой." В его честь была названа награда Prix Gilles Kahn.